# Боголюбов, Сергей Александрович
Серге́й Алекса́ндрович Боголю́бов (18 сентября 1907, Николаевская губерния — 28 августа 1990, Ленинград) — специалист в области организации судостроения, кораблестроитель, директор Ленинградского судостроительного завода им. А. А. Жданова и Северодвинского судостроительного завода, почётный гражданин Северодвинска.

## Биография
Сергей Александрович Боголюбов родился 18 сентября 1907 года в деревне Владимировка Николаевской губернии в семье сельских врачей.
По путёвке комитета неимущих крестьян поступил учиться в Николаевский кораблестроительный институт. В студенческие годы был чернорабочим в порту, в литейном цехе, работал слесарем.
В 1927 году окончил Николаевский кораблестроительный институт. В мае 1928 года был направлен на Северную судостроительную верфь (завод им. Жданова) в Ленинграде. Работал технологом, конструктором, мастером, начальником участка турбинного цеха.
С 1936 года работал заместителем начальника судомонтажного цеха, неоднократно назначался сдаточным механиком и ответственным сдатчиком кораблей. Был награждён орденом «Знак Почёта».
С 1938 года работал в Наркомате судостроительной промышленности. В январе 1939 года назначен главным инженером Второго главного управления южных судостроительных заводов в Наркомсудпроме СССР . Через полгода стал начальником технического управления — председателем технического совета наркомата.
В марте 1941 года назначен главным инженером, а в сентябре — директором Ленинградского судостроительного завода им. А. А. Жданова.
В годы Великой Отечественной войны, в мае 1942 года Боголюбова назначили уполномоченным Военного совета Ленинградского фронта и начальником постройки металлических барж для «водной дороги жизни» на Ладожском озере. В кратчайший срок построил временную верфь, на которой было создано 14 барж.
15 сентября 1942 года С. А. Боголюбов был назначен директором судостроительного завода № 402 в городе Молотовске. В годы войны он успешно организовал ремонт боевых кораблей, транспортных судов и ледоколов, а также строительство больших морских охотников и эсминцев с применением разработанной на заводе по предложению Боголюбова блочной технологии. В 1944 году был награждён орденом Красной Звезды.
30 августа 1949 года был арестован и необоснованно обвинён в терроре. Следствие по делу Боголюбова велось более двух лет, из них 21 месяц он содержался в одиночных камерах Лубянки, Бутырской и Лефортовской тюрем. Первый приговор Военной коллегии Верховного суда СССР — расстрел. В сентябре 1951 года он заменён на 25 лет заключения в особых лагерях МГБ и 5 лет поражения в правах.
10 декабря 1954 года С. А. Боголюбов был полностью реабилитирован в связи с отсутствием состава преступления.
С 1955 года — сотрудник, а с 1960 года — главный инженер специального конструкторского бюро по механизации и автоматизации судостроения ЦНИИ технологии судостроения в Ленинграде.
В мае 1990 года вышел на пенсию.
Умер С. А. Боголюбов 28 августа 1990 года в Ленинграде.
Похоронен на Серафимовском кладбище.

## Награды
- Орден Отечественной войны 1-й степени
- Орден Трудового Красного Знамени
- Орден Красной Звезды
- Орден «Знак Почета» (дважды)
- Медали «За доблестный труд в Великой Отечественной войне», «За оборону Ленинграда» и другие.

## Память
- 21 декабря 1979 года Боголюбову С. А. присвоено звание Почётный гражданин Северодвинска
- В Северодвинске на заводоуправлении ОАО ПО «Севмаш» установлена мемориальная доска в честь Боголюбова Сергея Александровича[2]